# カトリック同盟 (フランス)

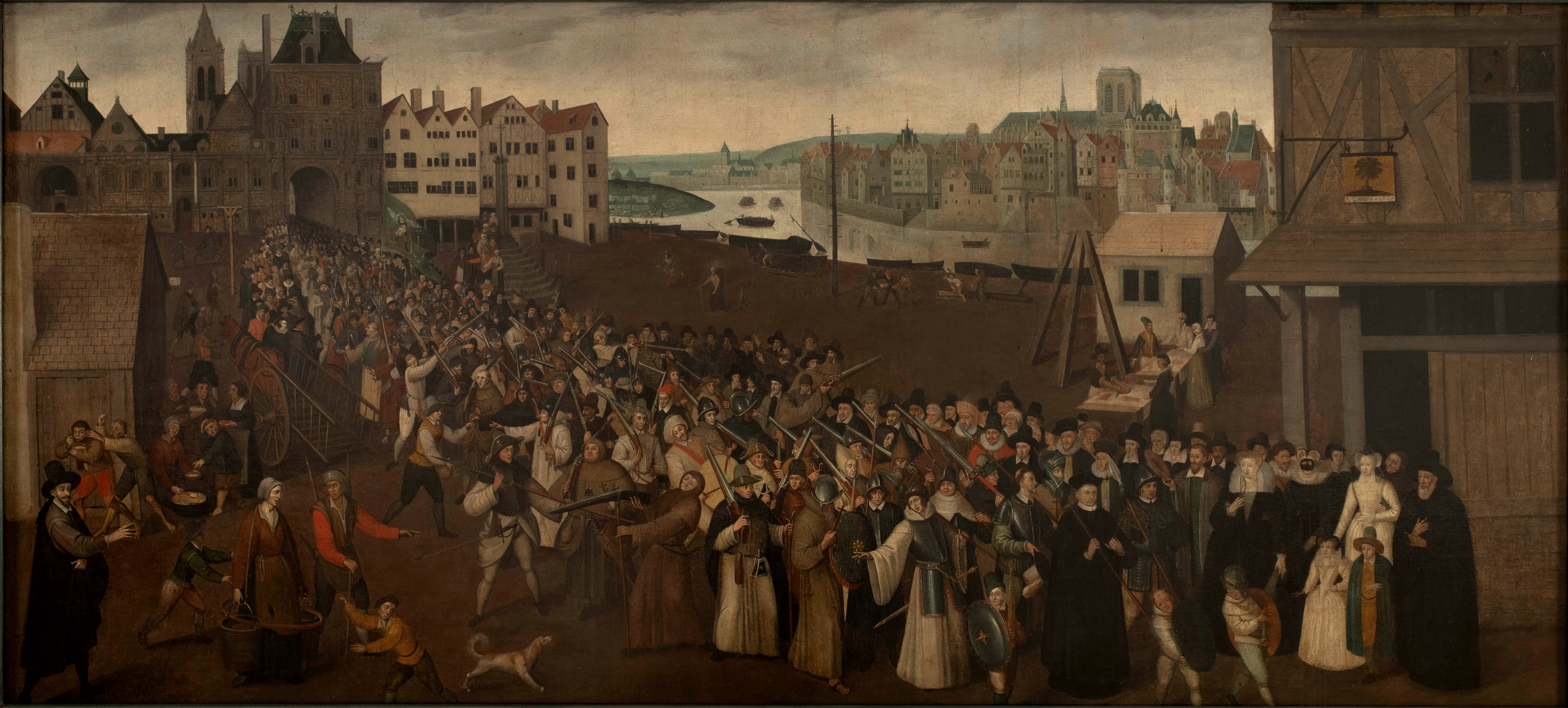
カトリック同盟の武装行進

カトリック同盟（かとりっくどうめい, La ligue catholique または La Sainte Ligue, La ligue）は、16世紀フランスのユグノー戦争期に形成されたカトリック側の同盟。かつてカトリックに対し、日本の歴史用語で「旧教」という言葉があてられたことがあるため、「旧教同盟」とも呼ばれる。

## 経緯
1576年5月6日のボーリューの勅令（l'Édit de Beaulieu）がプロテスタントの側に好意的であったため、これに対する反感がカトリックの側に生まれた。これがカトリック同盟結成の直接的な契機となった。当初の同盟は、時の国王アンリ3世がカトリックの保護者として振舞うのであれば、国王の従順な臣下であることに異存はないとする立場であった。
同年11月にはパリでの同盟をギーズ公アンリが組織し、その指導者となった。国王はこのことに脅威を感じパリから遠ざけようとしたが、失敗に終わった。また、1582年以降スペイン国王フェリペ2世はカトリック勢力の強大化とフランス王権の弱体化を目論んで、カトリック同盟に資金的援助を与えていた。
1588年12月23日のブロワ城における三部会の席上、ギーズ公アンリがアンリ3世の狂信的支持者（この時点で国王自身はブーローニュをカトリック同盟に委ねるなど譲歩をしていた）によって殺害されると、カトリック同盟が支配的であった地域（ギーズ公の封土であったロレーヌのほか、シャンパーニュ、ブルゴーニュ、ブルターニュ、そしてパリなど）では、アンリ3世に対する暴動が起こった。しかしその国王自身、1589年8月2日にはカトリック同盟派のドミニコ会士ジャック・クレマンによって殺害された。
新たな国王アンリ4世は、カトリック同盟が支持していたシャルル・ド・ブルボン枢機卿（アンリ4世の叔父に当たる）よりも王位継承順位が高かったが、プロテスタントであったため、カトリック同盟は猛反発した。1590年3月14日のイヴリーの戦いで敗れ、2度にわたるパリ包囲に遭っても、カトリック同盟は、アンリ4世がプロテスタントを棄ててカトリックに改宗するまでは武装解除をしなかった。1594年にアンリ4世がシャルトルで戴冠し、カトリック同盟の残党を1595年6月5日のブルゴーニュにおける戦いで撃破したとき、カトリック同盟は決定的な終局を迎えた。この時期は絶対王政到来前のフランス王権にとっての最大級の危機のひとつであったとされている。
この時期はカトリック同盟の側と反カトリック同盟の側が、文書を用いて大規模な中傷合戦を行った時期でもある。このため、フロンドの乱におけるマザリナードやフランス革命期の文書合戦と並び、フランスの出版史上では重要な時期である。フランスでは、この時期だけに絞った浩瀚な出版史研究書なども出されている。